# The Jewish Chronicle
The Jewish Chronicle è un giornale ebraico pubblicato in inglese a Londra. Fondato nel 1841, è il più antico quotidiano ebraico al mondo pubblicato ininterrottamente. Tra la fine del XIX e l'inizio del XX secolo, il giornalista austriaco Theodor Herzl diede un contributo significativo al giornale, e il periodico divenne così un importante divulgatore delle idee del sionismo.

## Dati di pubblicazione e lettori

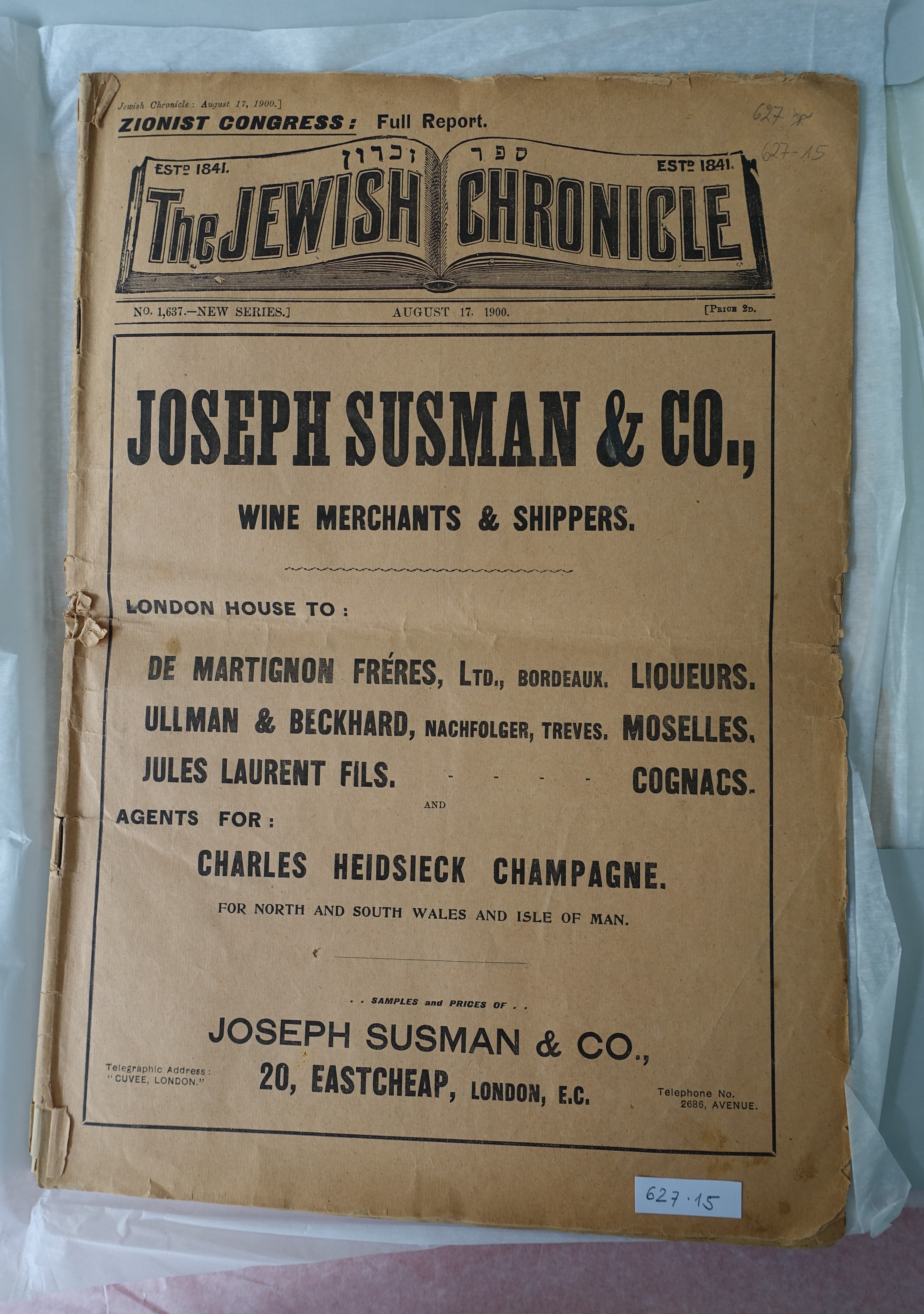
Prima pagina del numero del 17 agosto 1900.

The Jewish Chronicle appare ogni venerdì, all'inizio del fine settimana ebraico (eccetto nei giorni che sono festività ebraiche, quando appare all'inizio della settimana). Fornisce notizie, opinioni, reportage sulla società, cultura e sport, commenti giornalistici e un'ampia gamma di lettere dei lettori. È di proprietà della Fondazione Kessler, un'organizzazione basata sulla comunità che ha il pieno controllo del giornale e delle sue finanze.
Il numero totale di lettori è stimato a 90.000 a settimana, più di un terzo della popolazione ebraica britannica totale. Il sito web della rivista include una ricerca nell'archivio a pagamento di tutte le edizioni dalla prima pubblicazione ad oggi. Per questo motivo è un'importante fonte di informazioni per i ricercatori di genealogia e storia ebraica degli ultimi 150 anni.
Dal 2025 diviene di proprietà della Kessler Foundation.

## Interviste
Il giornale ha condotto diverse interviste di alto profilo con importanti personaggi. Nel 1981 fu pubblicata un'intervista con l'allora primo ministro Margaret Thatcher. Thatcher è stata intervistata sullo stato di Israele e su come la politica conservatrice influenzi la comunità ebraica. Nel settembre 1999, il giornale è stato il primo media non israeliano a pubblicare un'intervista con Ehud Barak dopo la sua elezione a primo ministro israeliano. Nel dicembre 2007, il giornale ha pubblicato un'intervista su David Abrahams, i cui mondi oscuri avevano causato uno scandalo in Gran Bretagna.

## Caporedattori
- William Frankel (1958-1977)
- Geoffrey Paul (1977-1990)
- Ned Temko (1990-2007)
- David Rowan (2006-2008)
- Jeff Barak (direttore dell'edizione) (2007-2008)
- Stefano Pollard (2008-)